# Васил Карагьозов (кмет)
Вижте пояснителната страница за други личности с името Васил Карагьозов.
Васил Николов Карагьозов е български адвокат и кмет на Стара Загора в периода януари 1929 – декември 1931 г.

## Биография
Роден е през 1889 г. в Чирпан. Завършва мъжка гимназия в Стара Загора, а после следва в Юридическия факултет на Софийския университет.
Взима участие в Първата световна война. След войната работи като адвокат в Стара Загора. Членува в Националнолибералната партия. Умира през 1962 г.